# Ipomoea ramosissima
Ipomoea ramosissima là một loài thực vật có hoa trong họ Bìm bìm. Loài này được (Poir.) Choisy mô tả khoa học đầu tiên năm 1845.